# 茨城県立石下高等学校
茨城県立石下高等学校（いばらきけんりつ いしげ こうとうがっこう）は、茨城県常総市に所在した公立の高等学校。「下高（げこう）」や「石下高（いしげこう）」と称されていた。

## 歴史
- 1965年（昭和40年）4月 - 結城郡千代川村（現在の下妻市）に東京音楽学院筑波高等学校として開校[1]。
- 1967年（昭和42年）4月 - 結城郡石下町（現在の常総市）の旧町立石下中学校跡へ私立石下高等学校として移転[1]。
- 1969年（昭和44年）10月 - 体育館竣工[1]。
- 1971年（昭和46年）5月1日 - 石下町に移管され、石下町立石下高等学校となる[1]。
- 1973年（昭和48年）5月31日 - 鉄筋三階建ての校舎が完成[2]。
- 1976年（昭和51年）4月1日 - 茨城県に移管され茨城県立石下高等学校となる[3]。
- 2009年（平成21年）4月1日 - 茨城県立石下紫峰高等学校開校[4]。
- 2011年（平成23年）3月31日 - 閉校。

## 設置学科
- 普通科

## 所在地
- 〒300-2706 茨城県常総市新石下1192-3

## 交通
- 関東鉄道常総線「石下駅」から徒歩20分
- 関東鉄道常総線「南石下駅」から徒歩15分
- 関鉄パープルバス「石下高校前」から徒歩3分

## 県立高校再編による統廃合
茨城県立高等学校再編整備の後期実施計画 により、2009年4月につくば市の茨城県立上郷高等学校と合併して全日制単位制普通科の新校（茨城県立石下紫峰高等学校）へ移行し、2011年3月31日をもって閉校となった。
このため、石下高校としての生徒募集は2008年4月入学生が最後となり、2009年4月入学生からは石下紫峰高校としての生徒募集となった。
なお、石下紫峰高校は旧石下高校の校舎を使用していたが、石下高校生として入学した生徒はそのまま卒業まで石下高校生として旧石下高校の校舎で学んでいたため、2009年4月から2011年3月までは石下高校生と石下紫峰高校生が混在して同じ校舎で学んでいた。
- 新校の名称の「石下紫峰」であるが、「石下」は勿論石下高校から取ったものであり、「紫峰」は上郷高校の合宿所名から取ったものである。（一般名称としては、「紫峰」とは筑波山を指す言葉である。）

## 有名な出身者
- 市村則紀 - 元プロ野球選手（中日、西武）。ドラフト会議で指名された時の年齢は30歳で、史上最高齢指名選手である。